# Villa Pretty Cottage
La villa Pretty Cottage, anciennement Scarabée est une villa située au Touquet-Paris-Plage. Les façades et les toitures de la villa font l'objet d'une inscription au titre des monuments historiques depuis le 1er décembre 1997.

## Localisation
Cette villa est sise au no 84 avenue du Paradis-Thérèse.

## Construction
Construite en 1927 sur les plans de l'architecte Louis Quételart, elle doit son nom d'origine à la forme des tuiles vernissées vertes qui la couvraient et qui avaient la forme de scarabées.

## Pour approfondir